# プリズレン

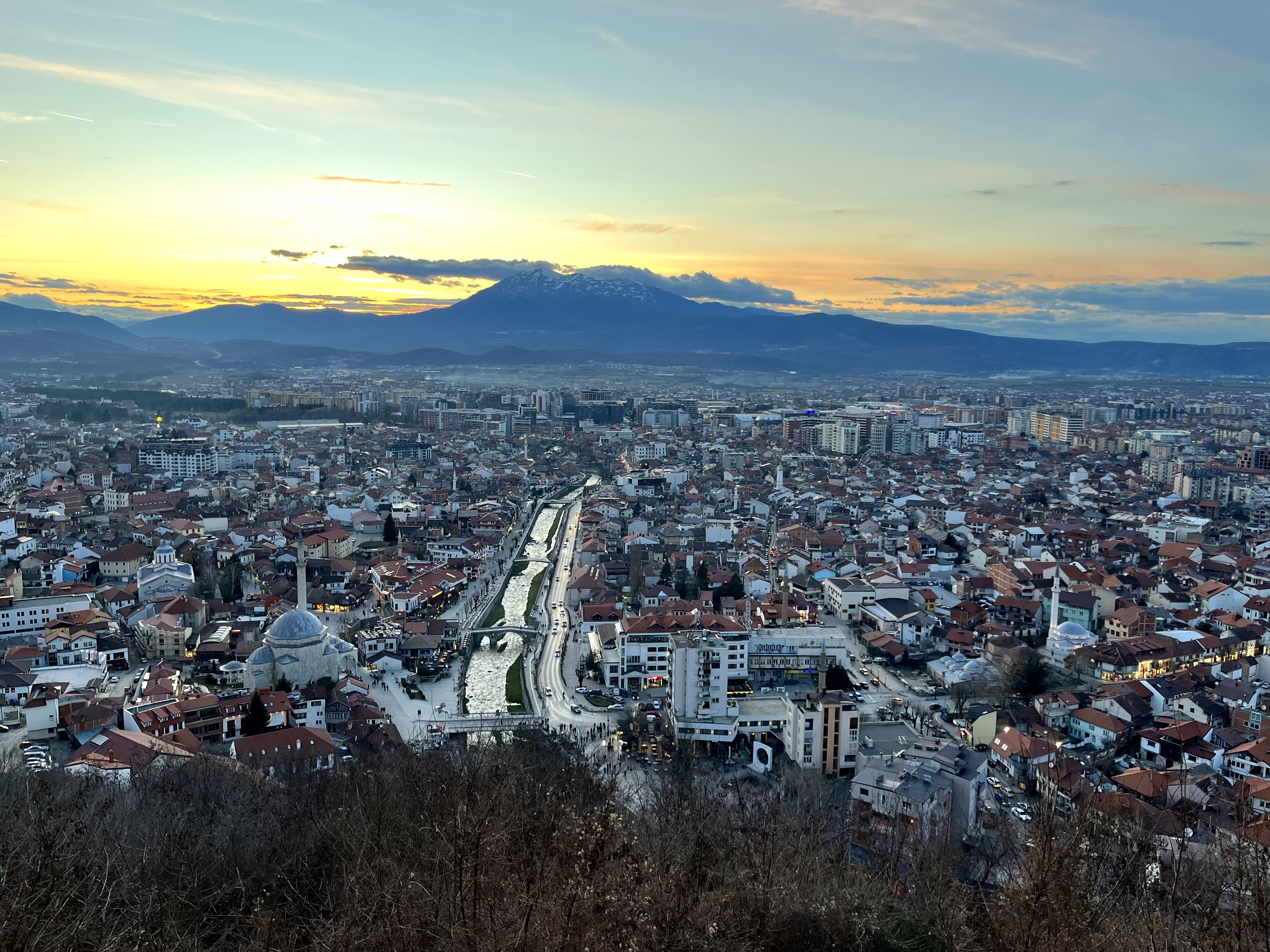
プリズレンの景色

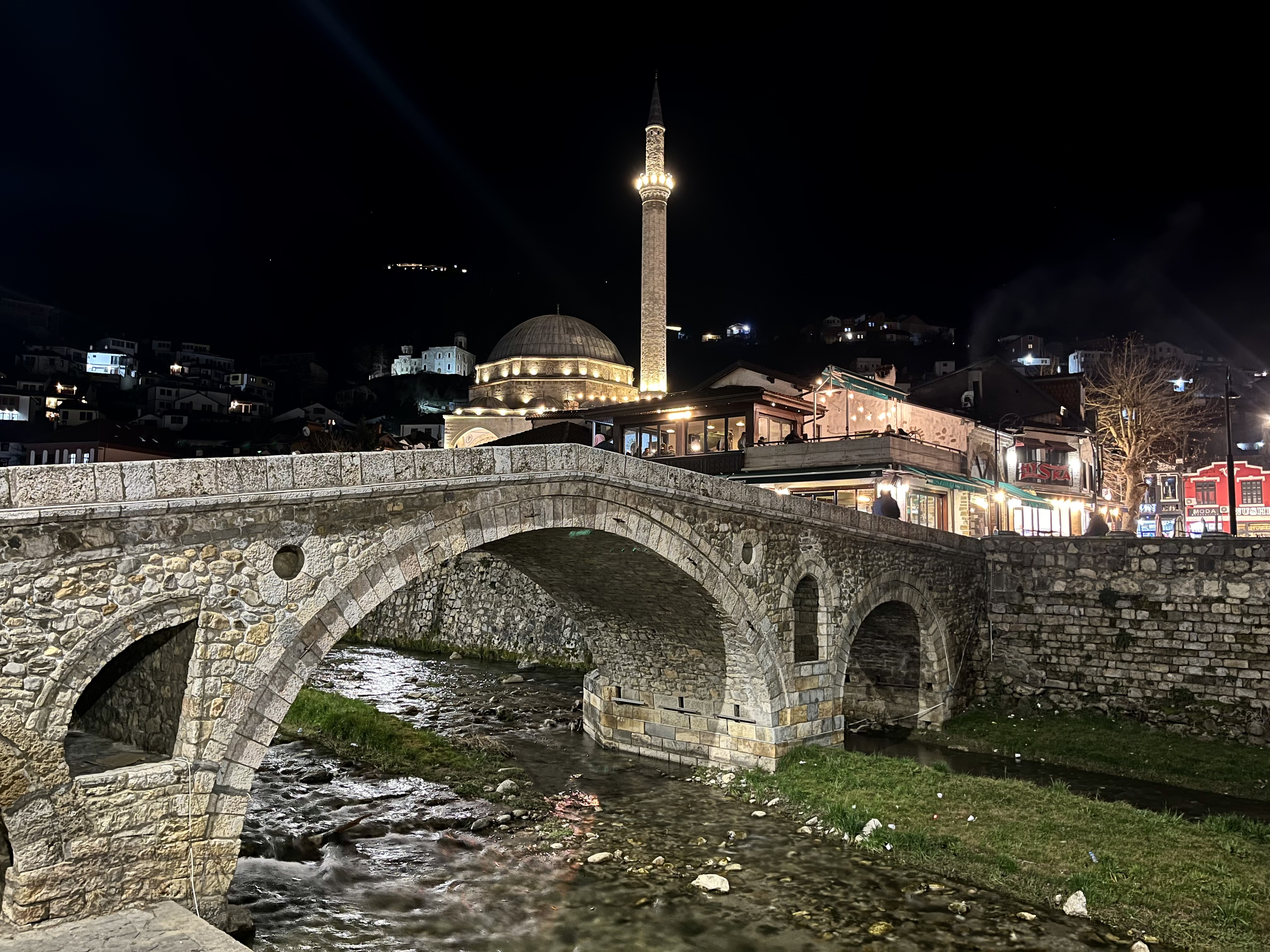
プリズレンの景色

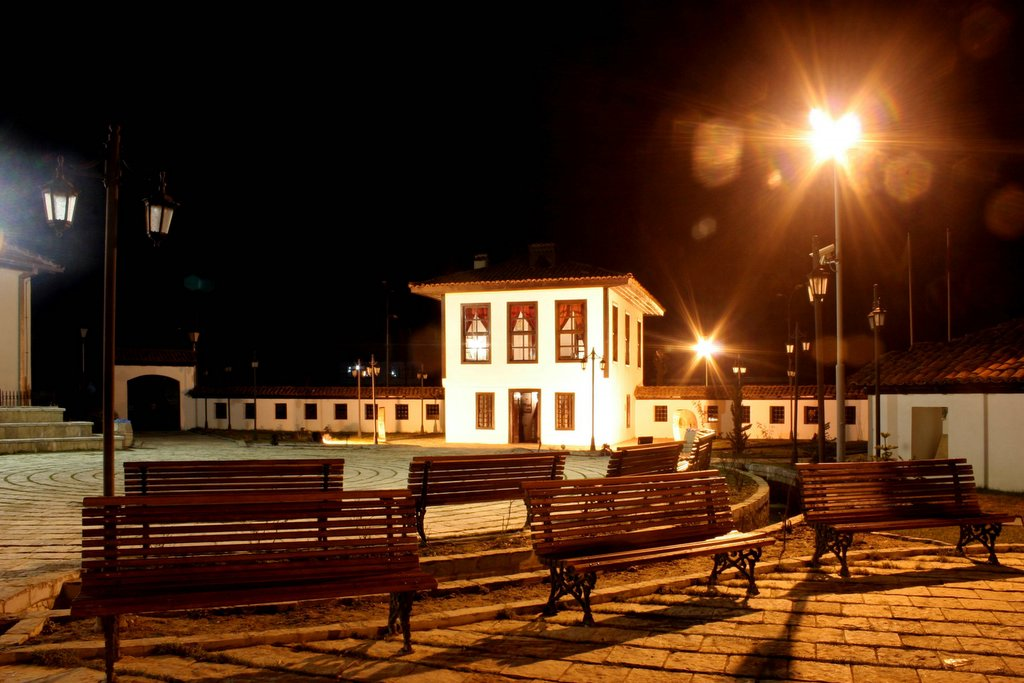
プリズレン連盟の建物

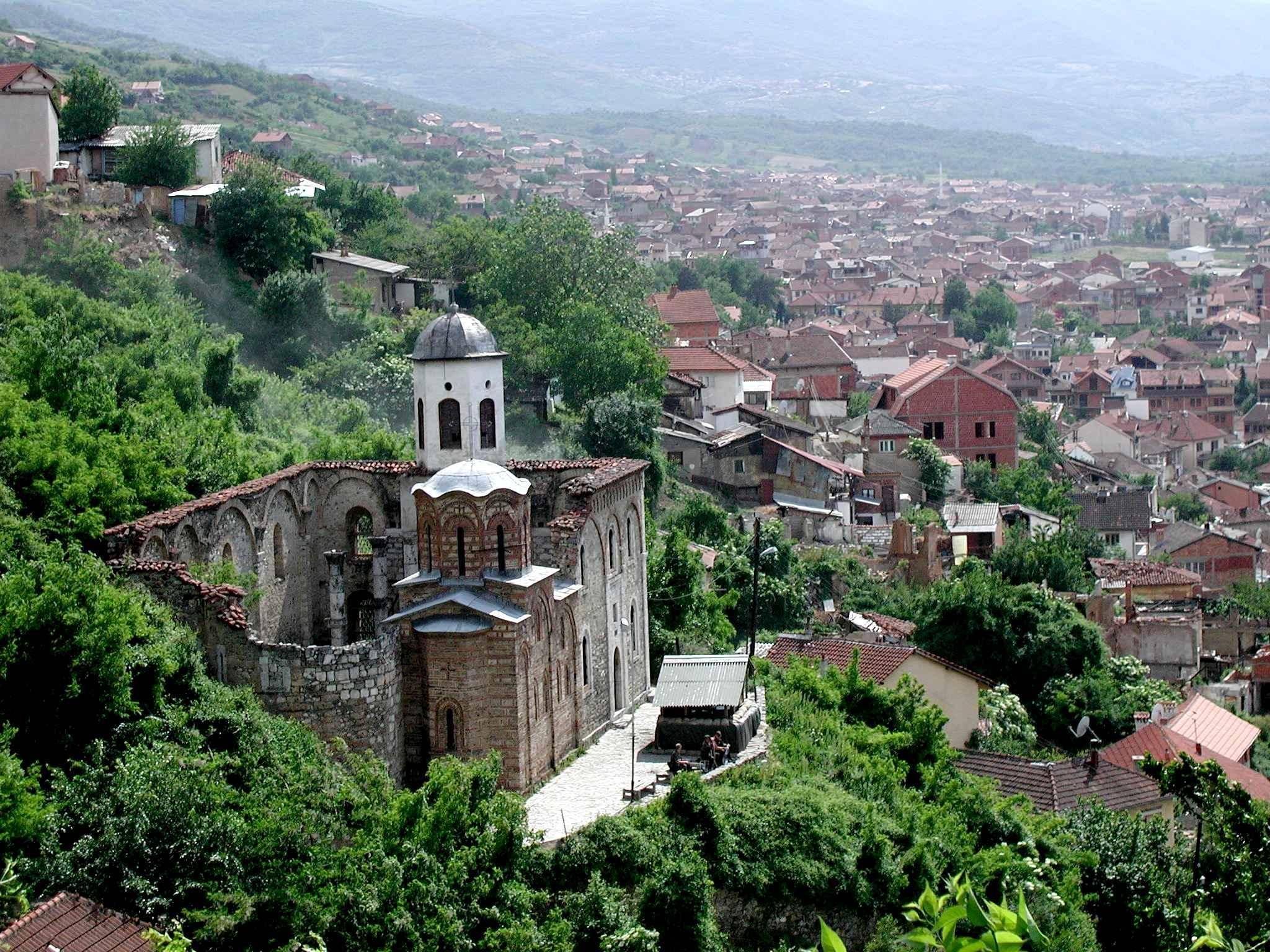
セルビア正教会の聖堂

プリズレン（アルバニア語: Prizren、セルビア語:Призрен）は、コソボ南部に位置する歴史的な都市で、プリズレン郡の中核都市である。
都市の人口は約170,000人であり、ほとんどがアルバニア人である。プリズレン基礎自治体は、プリズレンの町と76の村々で構成され、その人口は約221,000を抱えるものと推計される。
プリズレンは、コソボ南部 シャール山地の北斜面に位置する。アルバニアおよび北マケドニア共和国と国境を接する。

## 歴史

### 古代から中世まで
プリズレン峡谷の名前は 古くイリュリア人の時代に遡る。都市として古代ローマ時代には存在しており、2世紀に「テランダ」（Theranda）という名前でクラウディオス・プトレマイオスのゲオグラフィアに記されている。5世紀に、「ペトリジェン」（Petrizên）という名前で プロコピオスの「De aedificiis」に現れる（4巻 , 4章）。位置が明らかではないローマ都市「ユスティニア・プリマ」（Justiniana Prima、ユスティニアヌス1世により造営された都市）との関連も指摘されている 。
これらの名前は古代セルビア語で「要塞」を「Призрѣнь / Prizenj」が語源であると、ミリャナ・デテリッチ（Mirjana Detelić）の著書で指摘されている（チェコの都市ブルノの旧称Přízřenice同様）。
エリック・ハンプ（Eric Hamp）によれば、この プリズレンという名前 は、「pri」が「要塞、都市」を意味し、「Zeranda」は、テランダを意味する修飾で、これらの語から「プリゼランダ」（Prizeranda）となったという。そこから、数多くの類似した呼称プリセランディ（Priserendi）、ピュセレンディ（Pyrserendi）、プリセレンド（Priserend）、プリゼレン（Prizeren）、ピルゼリン（Pirzerin）、プリズレン（Prizren）などが生じた。
西暦830年代まで、この都市と領域はブルガリア帝国の版図であったが、1018年、サムイルの死後、ブルガリア帝国が東ローマ帝国に併呑されたことに伴い、ブルガリア・テマ（軍管区）が置かれ、プリズレンに主教座が創建された。
西暦1072年、ゲオルギ・ヴォイテの反乱により ゲオルギ・ヴォイテに支配される。ドゥクリャのセルビア人領主、ヴォイスラヴリェヴィッチ家のミハイロ・ヴォイスラヴ王の息子 コンスタンティン・ボディン（ペタル3世）は父王とペトリロ公からセルビア人精兵300を預かり、プリズレンのヴォイテ軍に合流した。そこでボーディンは、コミトプリ家の「ペーテル3世、ブルガリアのツァール」として即位した。彼らの反乱軍は東ローマ軍の攻撃によって、1073年に壊滅し、プリズレンは再び東ローマの治下に戻った。東ローマ帝国と第4回十字軍との戦いの最中、1189年プリズレンは東ローマ帝国に叛いたセルビア公ステファン・ネマニャによって占領されるが、1191年三度東ローマ帝国の治下に戻った。1204年にはブルガリア帝国に支配を奪われ、1208年、セルビア人の王、ネマニッチ朝のステファン・ネマニッチによって奪われるまでは、皇位継承で内紛の続くブルガリア帝国カロヤン・アセンの甥ボリルの支配下にあった。
セルビア王ステファン・ウロシュ2世ミルティンは、プリズレンにリェヴィシャの生神女教会を建立し、セルビア正教会の主教座とした。14世紀の皇帝ウロシュ4世の治世に至るまでプリズレン地域にはセルビア王国の宮廷が置かれ政治的中心として機能した。 セルビア皇帝のは1343年から1352年の9年をかけて、プリズレンの都市の近くに「聖大天使修道院」を築いた。プリズレンの近郊のリビニックは二人のセルビア王が宮殿を置いた。プリズレンの町は「セルビアのコンスタンチノープル」と呼ばれるようになり、交易と産業の要地となった。絹生産の中心地としてコトルやラグーサ共和国から来る商人町が出来た。14世紀プリズレンには、歴代セルビア王権に対するラグーザ領事館が置かれた。
1360年代には、セルビアを共同統治することになったムルニャヴチェヴィチ家のセルビア王ヴカシン・ムルニャヴチェヴィチの支配地になった。セルビア王国の崩壊とともに、1372年、プリズレンはゼタの支配者バルシッチ家（Balšić）ジュラジ1世（Đurađ I）の領地によって囲まれた。 ラザレヴィッチ家によるセルビア再統一によって、ラザル・フレベリャノヴィチに臣従したブランコヴィッチ家のヴク・ブランコヴィッチがプリズレンの所有者となった。ラザレヴィッチ家を興した英雄王子ラザルは、プリズレンで教育を受けた。 1389年にコソヴォの戦いに勝利したオスマン帝国の進出後、オスマン帝国に降伏して臣下となったラザルの息子専制公ステファン・ラザレヴィッチの領土となる。
スレイマン1世の拡張政策の下、オスマン帝国は1545年にプリズレンを奪取した後、ルメリ属州の一部とした。プリズレンは、オスマン帝国の中で南北と東西の交易路の要所になるという好ましい地理的条件のため、交易都市として栄えた。この後、プリズレンはオスマン帝国のコソボ州でも有数の大都市となる。プリズレンの住民は、セルビア人正教徒に変わって、南西や近隣の境から流入したアルバニア人の移民で置き換えられた。

### 近代
19世紀のプリズレンはオスマン帝国の属州コソボ州の中での文化と知識の中心地であった。ムスリム住民が主流になり 1857年には 人口の70パーセント以上を構成するようになる。プリズレンはアルバニア文化の最大級の中心地となり、アルバニア系コソボ人にとって政治・文化的な地理的な首都であった。1871年セルビア語による長期講座がプリズレンで始まり、古代のセルビアの領域とセルビア公国のそれの繋がりについて議論された。19世紀にはプリズレンはアルバニア民族主義の焦点となり、1878年プリズレン連盟の結成から、アルバニア人の国家統一とオスマン帝国からの独立を模索する民族運動が盛んになる。

### 20世紀
バルカン戦争の間、プリズレンはセルビア軍の包囲攻撃を受け、セルビア王国に組み入れられた。セルビア兵たちは市民の小さな抵抗にあうものの、流血をもって、それに報いた。イギリスの旅行者エディス・ダーハムが、占領直後に訪問を試みるが当局の妨害を受けた。他の外国人も同様に、モンテネグロ王国の軍によってプリズレンの治安が安定するまで、一時的に交通封鎖を受けている。アルバニア人の死者は400人から4000人ともいう 。 だが僅かながら封鎖網を抜けることが出来た者があり、その中には、当時ジャーナリストとして働いていたロシアの革命家レフ・トロツキー もいた。彼の活躍によりアルバニア人虐殺の報せが広く知れ渡ることになった。この鮮烈な一記事は、ローマ・カトリック教会のスコピエ大司教をして、ローマ教皇に、セルビア兵に占領を受けたプリズレンがどのような状況に晒されているか、感情のこもった次のような手紙を書かせることになった：
その都市は、死が支配する王国のようです。彼らはアルバニア人の家の扉を叩き、男性を連れ去り、直ちに射殺しています。たった数日で殺された人は400人に達しています。略奪や強盗そして陵辱が無言のうちに行われています。この後、アルバニア人に対してはいかなる振る舞いも許されています。ただ許されているのみではなく、意思づけられ、命じられているのです。-（アイリッシュ・タイムス 1999年5月5日 ）
第一次世界大戦の際、1915年にはじまるセルビア王国に対するオーストリア＝ハンガリー帝国軍による侵攻により、プリズレン市は中央同盟国軍の占領下におかれた。セルビア軍は、1918年10月に駐留する中央同盟国軍を押し退け、モンテネグロへの宗主権を奪回した。1918年の末には、セルブ＝クロアート＝スロヴェーヌ王国が成立、それに伴いプリズレンは歴史的にセルビアの領土の一部とされた。この王国は1929年にユーゴスラビア王国と改称し、プリズレンはヴァルダル州に属する都市となった。 第二次世界大戦中の1941年にイタリアとアルバニアの軍がプリズレンを占領し、終戦までイタリアによるアルバニア傀儡政権の支配下に置かれた。1944年にユーゴスラビア共産主義者同盟による解放がなされた。プリズレンはユーゴスラビア連邦人民共和国を構成するセルビア人民共和国 のコソボ・メトヒヤ自治州 に属する地域となり、憲法により、ユーゴスラビアに加盟するセルビア人民共和国の自治区と定義された。
1945年7月9日から7月10日、コソボ・メトヒヤ自治州議会はセルビアからの自治、直接統治権の廃止を採決したが、ティトーはこの決定を阻止した。。
セルビアの主権が復活してからもかなりの年月にわたり、プリズレンとジャコヴァ郡デチャニから西の地域には アルバニア民族主義の中心地があった。 1956年、ユーゴスラビア連邦の秘密警察により9人のアルバニア系コソボ人がエンベル・ホッジャ率いるアルバニア共産党が浸透させたスパイであるとして起訴され裁判にかけられた。プリズレン裁判は、いわゆる法廷外の論争となり、後に幾人かのユーゴスラビアの社会主義指導者も起訴されかけた。9人の被告は全員有罪となり長期懲役刑を科せられたが、1963年、無罪宣告をうけ釈放され、この裁判がでっち上げであったことが示された。
この州は1974年の新憲法により、コソボ社会主義自治州に改名され、セルビア社会主義共和国に属しながらも、ユーゴスラビア内部の社会主義共和国と同様の権限を持つようになった。この体制は1989年の東欧革命発生にともないに解消されて、1990年再び自治権は縮小された。

### コソボ紛争とプリズレン
プリズレン市街は1998年から1999年にかけてのコソボ紛争の大きな被害を受けることは無かったものの、プリズレン自治体の他の地域では相当の影響があった。紛争前には 欧州安全保障協力機構によればこれら自治体の人口はアルバニア系住民78%、セルビア系住民5%、その他17%という民族構成であった。紛争の間、ほとんどのアルバニア系住民は強制もしくは恐怖からプリズレン市街から避難した。
紛争が終わった1999年6月に、ほとんどのアルバニア系住民が戻ってきた。セルビア系住民とロマの少数派民族は危険を感じて逃亡し、OSCEによれば 10月までに97%のセルビア系住民と、60%のロマがプリズレンを去った。こうして、アルバニア系が主流となったが、一方トルコ系やアッシュカリー（アルバニア・ロマを自称する少数民族）の少数民族とボシュニャク人（トルベシュ＝マケドニア系ムスリムを含む）も相当の人口が市街またはその周辺村落、スクレスカやマムサを含むこれらゴラ地域などに居住している。
コソボ紛争とその余波、NATOが行ったプリズレン周辺の軍や保安部隊拠点への限定的爆撃は、ある程度の損害を与えることになった。セルビア軍はプリズレンにあるアルバニア人の重要な文化遺産であるプリズレン連盟の建物を破壊した。アルバニア人に対する宗教的侮辱として、モスクを破壊するなどの行為にも組織的に行われた。一方で2004年3月17日、2004年の反セルビア人暴動の最中において、セルビア人文化遺産、1307年に建てられたセルビア正教会のリェヴィシャの生神女教会への破壊行為、救世主教会、聖ゲオルギイ教会（市内最大の教会建造物）、ランジェヴァックの聖ゲオルギウス聖堂、ミラのニコラオス聖堂、聖大天使修道院などプリズレンの礼拝所、地方教会関係者の住居はすべてアルバニア系群集の復讐による破壊を蒙った。

## 現在のプリズレン
市街にはセルビア系住民はごく僅か残っているに過ぎないが、自治体としては依然として最も文化と民族的多様性に富むとされ、コソボ最大のエスニックグループであるアルバニア系住民に加えて、少数のボシュニャク人、トルコ人、ロマが住んでいる。そして、コソボでも有数のセルビア人集団が村落、飛び地、保護された集合住宅地になどに点在する。さらにプリズレンのトルコ系コミュニティは、著しく大きな影響力を及ぼしており、トルコ語が非トルコ系住民によっても話されている。

## 経済
長期にわたり、コソボの経済は西ヨーロッパの多数の移民のコミュニティから来る資金によって維持された小売業に基づいていた。民間企業はほとんどが小規模ながらも、食料品加工業がゆっくりと成長した。コソボや他の国でも同様だが、経済規模が小さいことは、民間企業の発展を困難に直面させている。教育は不十分で、基本的な金融に関する経験が不足している。中央、地方議会の理解が至らないために、経済発展に有効な法的整備は、愛国的主張ばかりに紛れて立ち遅れている。　このような状況から、海外からの投資確保はより困難になり資金難からいくつかの企業や工場が閉鎖され、労働者の人員削減が起きている。  全般的景気低迷によって、製造、金融経済の活力、成長率、失業と貧困など、他のどの地域よりも最低の状態である。
多くのレストラン、民間小売店とサービス関連事業は事業運営規模の小さな店舗である。プリズレン市街にも大規模小売店舗が最近オープンした。市街には８つの大きなマーケットと、生産物市場が3つ、自動車販売店、家畜市場がそれぞれ１つあり、日用品・家庭用品店が3つある。小さなキオスクにも様々な用品が豊富に売られている。一見プリズレンは経済的には繁栄しているように見えるが、難民の帰還と内地難民（IDPs）の問題は地方の経済に大きく影響を与えていると思われる。市場の飽和、高い失業率、国外からの送金減少は、経済指標として何ら芳しいものではない。
プリズレン周辺の三つの村にそれぞれ農業者協同組合がある。ほとんどの畜産業と農産品は内部向けか、市場向けではなく、しかも小規模である。
プリズレンには、五つの銀行支店、MEB,Raiffeisen Bank,Nlb Bank,Teb Bank, BPK　の支店がある。

## 民族構成
| 民族構成 |              |      |                |      |            |      |          |      |        |     |        |      |         |
| 年 | アルバニア人 | %    | ボシュニャク人 | %    | セルビア人 | %    | トルコ人 | %    | ロマ   | %   | その他 | %    | 合計    |
| 1991 cens. | 132,591      | 75.6 | 19,423         | 11.1 | 10,950     | 6.2  | 7,227    | 4.1  | 3,96 3 | 2.3 | 1,259  | 0.7  | 175,413 |
| 1998 | n/a          | n/a  | 38,500         | n/a  | 8,839      | n/a  | 12,250   | n/a  | 4,500  | n/a | n/a    | n/a  | n/a     |
| Jan. 2000 | 181,531      | 76.9 | 37,500         | 15.9 | 258        | 0.1  | 12,250   | 5.2  | 4,500  | 1.9 | n/a    | n/a  | 236,000 |
| March 2001 | 181,748      | 81.9 | 22,000         | 9.9  | 252        | 0.1  | 12,250   | 5.5  | 5,424  | 2.4 | n/a    | n/a  | 221,674 |
| May 2002 | 182,000      | 79.6 | 29,369         | 12.8 | 197        | 0.09 | 11,965   | 5.2  | 4,400  | 1.9 | 550    | 0.25 | 228,481 |
| Dec. 2002 | 180,176      | 68.4 | 0.0            | 0.0  | 0          | 0.0  | 41,198   | 31.6 | 0      | 0.0 | n/a    | n/a  | 221,374 |
| 出典: ユーゴスラビア国勢調査（1991年まで）。プリズレンのUNHCRによる少数民族調査（1998年、2000年1月）。 OSCE2000年非公式推計（2000年1月-3月）。ドイツ軍KFOR、UNHCR、IOMによる2001年3月推計。2002年5月の数値は国連、UNHCR、KFOR、OSCE合同の推計。2002年12月の数値は地元当局による調査。全て推計である。2002年12月の統計では、ボシュニャク人はトルコ人に含まれている Ref: OSCE .pdf |              |      |                |      |            |      |          |      |        |     |        |      |         |

## プリズレン出身の人物
- エディス・タトリ - プロボクサー
- アネル・ラスカイ - サッカー選手
- ヴェダト・ムリキ - サッカー選手